# Zimozelen okoličnatý
Zimozelen okoličnatý (Chimaphila umbellata) je nízký, stále zelený, narůžověle kvetoucí keř rostoucí nejčastěji ve světlých lesích. Je jediný druh rodu zimozelen který roste v přírodě České republiky. Vyskytuje se jen vzácně a je považován za kriticky ohrožený druh.

## Výskyt
Je rozšířen v převážné části střední, severní a východní Evropy. V Asii roste v nesouvislých areálech v oblastech Sibiře, Střední Asie a Japonska a v pacifické i atlantské části Kanady i Spojených států amerických. Rostliny ze Severní Ameriky jsou někdy hodnoceny jako odlišné poddruhy. V převážné většině evropských zemí je zimozelen okoličnatý považován za vzácný druh, počet jeho jedinců stále klesá.
Obvykle roste v suchých světlých lesích jako jsou doubravy nebo borové doubravy, může se však vyskytovat i na druhotných stanovištích podobného charakteru. Vyrůstá na mělkých nebo středně hlubokých humózních půdách na různých typech hornin, na podkladech kyselých i bazických. Požaduje osvětlené stanoviště.
V České republice jsou těžištěm výskytu této vzácné rostliny střední polohy jižních a východních Čech a jihozápad Moravy. V současnosti přežívá pouze na 10 lokalitách a ta nejsilnější populace čítá okolo 300 rostlin.

## Popis
Zimozelen okoličnatý je polokeř o výšce 10 až 25 cm, jeho dřevnatějící lodyhy vyrůstají z tenkého plazivého oddenku který je propojen se symbiotickými půdními houbami. Tmavozelené, lesklé, kožovité, svrchu tmavě zelené a zespodu světlejší listy rostou jen ve spodní polovině lodyh ve shlucích zdánlivě připomínající přesleny. Listy jsou 3 až 5 cm dlouhé a 1 až 2 cm široké, úzce obvejčité až kopinaté, na bázi zúžené do krátkého řapíku, po obvodě ostře pilovité a na konci tupě hrotité.
Lodyhy se jen slabě větví a v horních bezlistých částech jim vyrůstají chocholičnatá květenství. Ta jsou tvořena čtyřmi až sedmi oboupohlavnými pětičetnými, 1 až 1,5 cm velkými nicími květy na 1 až 2 cm dlouhých chlupatých stopkách s čárkovitými listeny. Květy mají pětidílný trvalý kalich s vejčitými plátky asi 2 mm dlouhými a otevřenou zvonkovitou korunu složenou z pěti široce vejčitých bílých nebo narůžovělých plátků asi 6 mm dlouhých. V květu je dále deset vespod rozšířených tyčinek s červenými prašníky (produkující pyl se zrny slepenými po čtyřech) a svrchní pětidílný semeník s téměř přisedlou kulovitou bliznou s pěti mělkými laloky. Rostliny kvetou v červnu až srpnu, opylovány jsou entomogamně.
Plody jsou podélně rýhované, zploštěle, kulovité, asi 4 až 7 mm velké tobolky. Drobná semena z nich vypadávají postranními skulinami, roznášeny jsou větrem. Rostliny se rozmnožují rozrůstáním oddenků nebo semeny.

## Ohrožení
Tento druh je v přírodě téměř celé Evropy na ústupu, jako ohrožený nebo kriticky ohrožený je hodnocen téměř ve všech zemích Střední Evropy. Mezi možné příčiny jeho úbytku patří změna hospodaření v lesích, vytváření holosečí nebo naopak hustě zapojené stromové patro či pojíždění lesní půdy těžkou technikou. Druh je dále výživově závislý na půdních mykorhizních houbách jejichž množství klesá s rostoucími kyselými imisemi.
Zimozelen okoličnatý se i dříve vyskytoval na území ČR roztroušeně, v průběhu posledních desetiletí však z převážné části lokalit zmizel. Jedná se o vymírající taxon a byl proto zařazen mezi kriticky ohrožené druhy jak v "Červeném seznamu cévnatých rostlin ČR" (C1), tak i v "Seznamu zvláště chráněných druhů rostlin" dle vyhlášky Ministerstva životního prostředí ČR č. 395/1992 Sb." (§1).